# Giro delle Fiandre 1994
Il Giro delle Fiandre 1994, settantottesima edizione della corsa e valida come secondo evento della Coppa del mondo di ciclismo su strada 1994, fu disputato il 3 aprile 1994, per un percorso totale di 268 km. Fu vinto dall'italiano Gianni Bugno, al traguardo con il tempo di 6h45'20" alla media di 39,671 km/h.
Partenza da Sint-Niklaas con 199 corridori di cui 99 portarono a termine il percorso.

## Ordine d'arrivo (Top 10)
| Pos. | Corridore           | Squadra       | Tempo    |
| ---- | ------------------- | ------------- | -------- |
| 1    | Gianni Bugno        | Polti         | 6h45'20" |
| 2    | Johan Museeuw       | GB-MG Magl.   | s.t.     |
| 3    | Andrei Tchmil       | Lotto-Caloi   | s.t.     |
| 4    | Franco Ballerini    | Mapei-Clas    | s.t.     |
| 5    | Johan Capiot        | TVM-Bison Kit | a 1'11"  |
| 6    | Fabio Baldato       | GB-MG Magl.   | a 1'54"  |
| 7    | Guido Bontempi      | Gewiss        | s.t.     |
| 8    | Marc Sergeant       | Novemail      | s.t.     |
| 9    | Edwig Van Hooydonck | Wordperfect   | s.t.     |
| 10   | Frank Corvers       | Collstrop     | s.t.     |